# Ernst 1. af Sachsen-Gotha-Altenburg
Ernst 1. af Sachsen-Gotha-Altenburg, også kaldet Ernst den Fromme (født 25. december 1601 i Altenburg, død 26. marts 1675 i Gotha) var hertug af Sachsen-Gotha fra 1640. Da en betydelig del af hertugdømmet Sachsen-Altenburg tilfaldt ham, grundlagde han huset Sachsen-Gotha-Altenburg i 1672.
Han var søn af hertug Johan 3. af Sachsen-Weimar. Efter hans død blev Sachsen-Gotha først regereret i fællesskab af hans syv sønner, før hertugdømmet blev delt op som følge af arveaftalen af 24. februar 1680.

## Eksterne links
- Wikimedia Commons har flere filer relateret til Ernst 1. af Sachsen-Gotha-Altenburg